# Мікробна петля

Мікробна петля — енергетичний потік у загальному круговороті енергії в пелагіалі, що проходить через бактерій і дрібних протистів за рахунок того, що значна частина виробленої фотосинтезуючими організмами органічної речовини переходить у розчин і знову витягується з морської води бактеріями.
Відповідно до стандартної концепції водного харчового ланцюга, на нижньому рівні знаходиться фотосинтезуючий планктон, яким харчується зоопланктон, його ж, своєю чергою, поїдають риби. Але дана концепція змінилася після того, як учені зрозуміли, що традиційна техніка взяття зразків не дозволяє виловити мікроскопічний планктон. Тепер відомо, що нано- і пікопланктон розміром від 0,2 до 20 мікрометрів (1 мікрометр — це тисячна частка міліметра) у більшості океанів є основними первинними продуцентами. Фактично мікроорганізми складають основну частину біомаси океанів. Однак вони занадто малі, щоб ними харчувався безпосередньо зоопланктон, і їх споживають спочатку найпростіші, які й служать здобиччю зоопланктону.
Виявилося також, що значна частка первинних продуцентів вмирає ще до того, як їх з'їдять, і що більша частина океанічних угруповань залежить від розчиненої у воді органічної речовини. Органічна речовина водних систем розрізняють за розміром; те, що менше 45 мікрометрів, називається розчиненою органічною речовиною (РОР). РОР утворюється трьома основними способами. По-перше, її виділяє фотосинтезуючий планктон. По-друге, зоопланктон поглинає не весь нано- і пікопланктон, рештки його утворюють РОР. Нарешті, по-третє, виявилося, що деякі віруси буквально розривають деякі бактерії зсередини й органічна речовина цих бактерій також входить до складу РОР.
РОР була б втрачена для океанічних біоценозів, якби вона не залучалася до так званої «мікробної петлі», яка діє поряд з традиційним харчовим ланцюгом. У цій мікробної петлі у вигляді РОР переробляється майже половина первинного продуцента. Спочатку РОР поглинають бактерії, яких поглинають найпростіші, якими, своєю чергою, харчується зоопланктон. У цій точці мікробна петля з'єднується з основним харчовим ланцюгом.

## Мембранні бульбашки
Деякі бактерії відбруньковують від своїх клітин бульбашки діаметром 70-100 нанометрів, які оточені ліпідною мембраною і містять різноманітні органічні речовини. Американські біологи виявили, що виробляти такі бульбашки вміють і наймасовіші фотосинтезуючі істоти на планеті — морські ціанобактерії Prochlorococcus і Synechococcus. Пухирці можуть виконувати різні функції: від видалення токсичних речовин і захисту від вірусів до міжклітинної комунікації та горизонтального переносу генів. Крім того, вони служать їжею іншим мікробам і вносять важливий внесок у потоки енергії, речовини та інформації в морських екосистемах.
Відкриття американських учених істотно доповнює уявлення про функціонування морських мікробних угруповань. Постійне виділення органіки домінуючими продуцентами у вигляді компактних, концентрованих, упакованих в мембрани порцій (на противагу її розчиненню у вкрай розведеному оліготрофному водному середовищі) повинно сильно впливати на структуру харчових ланцюгів, хімічну комунікацію і генетичний обмін між мікроскопічними мешканцями океану. Це, своєю чергою, не може не позначатися на більших організмах і загальнобіосферних круговоротах речовини та енергії.